# Philodicus externetestaceus
Philodicus externetestaceus är en tvåvingeart som först beskrevs av Macquart 1850.  Philodicus externetestaceus ingår i släktet Philodicus och familjen rovflugor. Inga underarter finns listade i Catalogue of Life.